# 1899 en droit
Cet article présente les faits marquants de l'année 1899 en droit.

## Événements
- Création de la Cour Permanente d'Arbitrage lors de la première conférence de La Haye.

### Juillet
- 1er juillet : Alfred Dreyfus quitte le bagne de Cayenne et rejoint la France.

### Octobre
- 5 octobre : en Suisse, adoption par l'Assemblée fédérale (parlement) de la "loi fédérale sur l'assurance en cas de maladie et d'accidents incluant l'assurance militaire", dite "Lex Forrer" qui fut rejetée par le peuple l'année suivante lors d'un référendum (voir Assurance maladie en Suisse).